# Кет Балу
„Кет Балу“ (на английски: Cat Ballou) е американска уестърн комедия, излязла по екраните през 1965 година, режисирана от Елиът Силвърстейн с участието на Джейн Фонда и Лий Марвин в главните роли. Сценарият, написан от Уолтър Нюмън и Франк Пиърсън, е адаптация по романа „Балада за Кет Балу“ от Рой Чанслър.

## Сюжет
Филмът разказва историята на младата красавица от Дивия запад Кет Балу (Фонда), която наема печен майстор на пищова, за да защити семейното ранчо и да отмъсти за убийството на баща ѝ. За нейна изненада, стрелецът се оказва съвсем различен от това, което е очаквала.

## В ролите
| Актьор         | Роля                          |
| -------------- | ----------------------------- |
| Джейн Фонда    | Кет Балу                      |
| Лий Марвин     | Кид Шелийн / Тим Страун       |
| Майкъл Калан   | Клей Буун                     |
| Дуейн Хикман   | Джед                          |
| Нат Кинг Кол   | Сънрайз Кид (дете на изгрева) |
| Стуби Кей      | професор Сам Сянката          |
| Том Нардини    | Джаксън Двете мечки           |
| Джон Марли     | Франки Балу                   |
| Реджиналд Дени | сър Хари Пърсивал             |
| Артър Хъникът  | Бъч Касиди                    |

## Награди и номинации
„Кет Балу“ е сред основните заглавия на 38-ата церемония по връчване на наградите „Оскар“, където е номиниран за отличието в 5 категории, печелейки статуетката за най-добра мъжка роля за изпълнението на Лий Марвин, който е удостоен и с награда „Златен глобус“ в същата категория.
Филмът е поставен от Американския филмов институт в някои категории както следва:
- АФИ 100 години... 100 комедии – #50
- АФИ 10-те топ 10 – #10 Уестърн